# L'Enfant cheval (autisme)
Pour les articles homonymes, voir L'Enfant-cheval (homonymie).

L'Enfant cheval est le titre d'un livre autobiographique et un film documentaire qui suit la quête de Rupert Isaacson et de sa femme pour trouver un moyen de communiquer avec leur fils autiste Rowan, âgé d'environ cinq ans. Après avoir découvert que le comportement de Rowan s'améliore après des contacts avec des animaux, notamment des chevaux, la famille quitte le Texas et part dans un voyage chamanique en Mongolie. Le livre et le film retracent le voyage de la famille, en avion jusqu'à Oulan-Bator, en camping avec le soutien d'une camionnette  puis à cheval.

## Le livre
L'Enfant cheval : La quête d'un père aux confins du monde pour guérir son fils autiste : ce livre a été édité aux États-Unis en 2009, et, la même année, il est paru une traduction en français par Esther Ménévis.
L'enfant a un très bon contact avec les chevaux ; dans les bras de son père, sur un cheval, il est ravi. Cela permet à son père de réussir, enfin, à nouer une relation de communication avec son fils.
Parmi les comportements répétitifs de l'enfant, il y a le fait de jouer avec des figurines d'animaux et de les ranger dans un ordre précis. Lors des étapes pendant le voyage au Tibet, il perd régulièrement des figurines, ce qui provoque chez lui des crises : ses parents sont alors obligés de rechercher les figurines manquantes dans la steppe, près des terriers de marmottes et dans les ruisseaux.
Il y a des références à deux types de chamanisme : celui des mongols et celui des Bochimans d'Afrique.

## Le film
Pour plus de détails, voir Fiche technique et Distribution.
Le film documentaire The Horse Boy sorti en 2009, a été réalisé par Michel Orion Scott.

## Fiche technique
- Réalisation : Michel Orion Scott

## Éditions
- (en) The Horse Boy: A Father’s Quest to Heal His Son, by Rupert Isaacson, Little, Brown and Company 2009, 368 pages,  (ISBN 978-0316008235)
- (fr) L'enfant cheval : la quête d'un père aux confins du monde pour guérir son fils autiste, par Rupert Isaacson, Albin Michel 2009, 397 pages,  (ISBN 978-2226193124) - traduit de l'anglais par Esther Ménévis.